# Нидерландска източноиндийска компания
Нидерландската източноиндийска компания (на нидерландски: Vereenigde Oost-Indische Compagnie; на английски: Dutch East India Company) е търговска компания основана през 1602 г. от няколко враждуващи холандски търговски компании. Основана за да търгува с Моголската империя в период на прото-индустриализация, в който 50% от текстила и 80% от коприната биват внасяни. Генералните щати на Нидерландия дават на компанията 21-годишен монопол върху търговията с подправки с Азия. Често е наричана търговска компания, но компанията всъщност се превръща в прото-конгломерат, разнообразявайки дейността си с множество търговски и индустриални дейности като международна търговия, корабостроене, както и производство и търговия с източно-индийски подправки, индонезийско кафе, и южно африканско вино. Компанията е била трансконтинентален работодател и корпоративен пионер в зората на капитализма. В началото на 1600-те започва да издава облигации и акции за широката общественост, формално превръщайки се наред със стопанисващата Датска Индия Датска източноиндийска компания, в първата публично търгувана компания в света.
С пионерските си иновации и огромна роля в глобалната бизнес история, компанията е често считана за предшественик на модерните корпорации.
От създаването си през 1602 г., компанията не е само търговско предприятие, а и ефективен инструмент в Осемдесетгодишната война срещу мощната Испанска империя и Иберийската уния (1579 – 1648). През 1619 г., компанията използва сила, за да установи централна позиция в Джакарта, променяйки името ѝ на Батавия. В следващите два века компанията придобива още пристанища, които ползва като търговски бази.
Впоследствие Нидерландската източноиндийска компания се превръща в първата в света мултинационална корпорация. Дадени са ѝ специални правомощия от правителството, които включват правото ѝ да води война, да провежда мирни преговори, да сече монети и да основава колонии. Компанията запазва монопола върху търговията с Азия в продължение на две столетия. Това е най-голямата търговска компания (корпорация) в света през 17 век.
Нидерландската източноиндийска компания се състои от шест камери в пристанищните градове: Амстердам, Делфт, Ротердам, Енкхойзен Миделбьорг и Хорн.
Социално-икономически промени в Европа, промяна в баланса на силите, и по-малко успешно финансово управление водят до бавния упадък на Нидерландската източноиндийска компания между 1720 и 1799. След финансово съсипващата Четвърта Англо-холандска война (1780 – 1784), компанията е национализирана през 1796, и окончателно разпусната през 1799 г. Всички нейни територии стават колонии на холандското правителство.
Компанията е критикувана за политиката си на монопол, експлоатиране, колониализъм, насилие и робство.